# Nya Komeitopartiet
Nya Komeitopartiet (japanska: 公明党, Kōmeitō), NKP, är ett konservativt och buddhistiskt parti i Japan. Partiet stöds av den buddhistiska organisationen Soka Gakkai. Man anser sig vara motsvarigheten till CDU i Tyskland.